# 1952 à la télévision
| Années de la télévision : 1949 - 1950 - 1951 - 1952 - 1953 - 1954 - 1955    |
| Décennies de la télévision : 1920 - 1930 - 1940 - 1950 - 1960 - 1970 - 1980 |

Cet article présente les faits marquants de l'année 1952 à la télévision.

## Évènements

### Allemagne
- 25 décembre : La Deutsches Fernsehen (télévision ouest-allemande) commence ses premières émissions expérimentales à Hambourg.

### Canada
- 6 septembre : Début de la programmation de la Société Radio-Canada

## Émissions
- 3 mai : Première de l'émission Magazine féminin (émission de télévision) sur RTF Télévision.
- 27 octobre : Première de l'émission 36 chandelles sur RTF Télévision.
- 2 novembre : Première de l'émission La Joie de vivre (émission de télévision) sur RTF Télévision.

## Séries télévisées

### États-Unis
- 6 mars : diffusion du premier épisode des Aventuriers du Far West en syndication
- 13 septembre : diffusion du premier épisode des Cowboy G-Men (en) en syndication
- 19 septembre : diffusion du premier épisode des Aventures de Superman en syndication

## Feuilletons télévisés

### États-Unis
- 30 juin : diffusion du premier épisode de Haine et Passion sur CBS, plus ancien soap opera de l'histoire de la télévision

## Principales naissances
- 7 janvier : Sammo Hung, acteur, réalisateur, chorégraphe, producteur hongkongais.
- 15 avril : 
  - Sam McMurray, acteur et producteur américain.
  - Isabelle de Botton, comédienne et scénariste français.
- 17 avril :
  - Patrick Roy animateur de radio et de télévision français  († 18 février 1993).
  - Joe Alaskey, acteur américain († 3 février 2016).
- 22 avril : François Berléand, acteur français.
- 12 mai : Yves Marchesseau, animateur de télévision, il jouai rôle de La Boule dans l'émission de télévision Fort Boyard († 29 septembre 2014).
- 31 mai : Carole Achache, écrivaine, photographe et actrice française († 1er mars 2016)[1],[2]
- 17 juillet : David Hasselhoff, acteur américain.
- 10 août : Daniel Hugh Kelly, acteur américain.
- 18 août : Elayne Boosler, actrice et scénariste américaine
- 13 octobre : Pippa Guard, actrice britannique
- 3 novembre : Roseanne Barr, actrice, productrice, humoriste, scénariste, et réalisatrice américaine.